# Франкомовна спільнота Бельгії

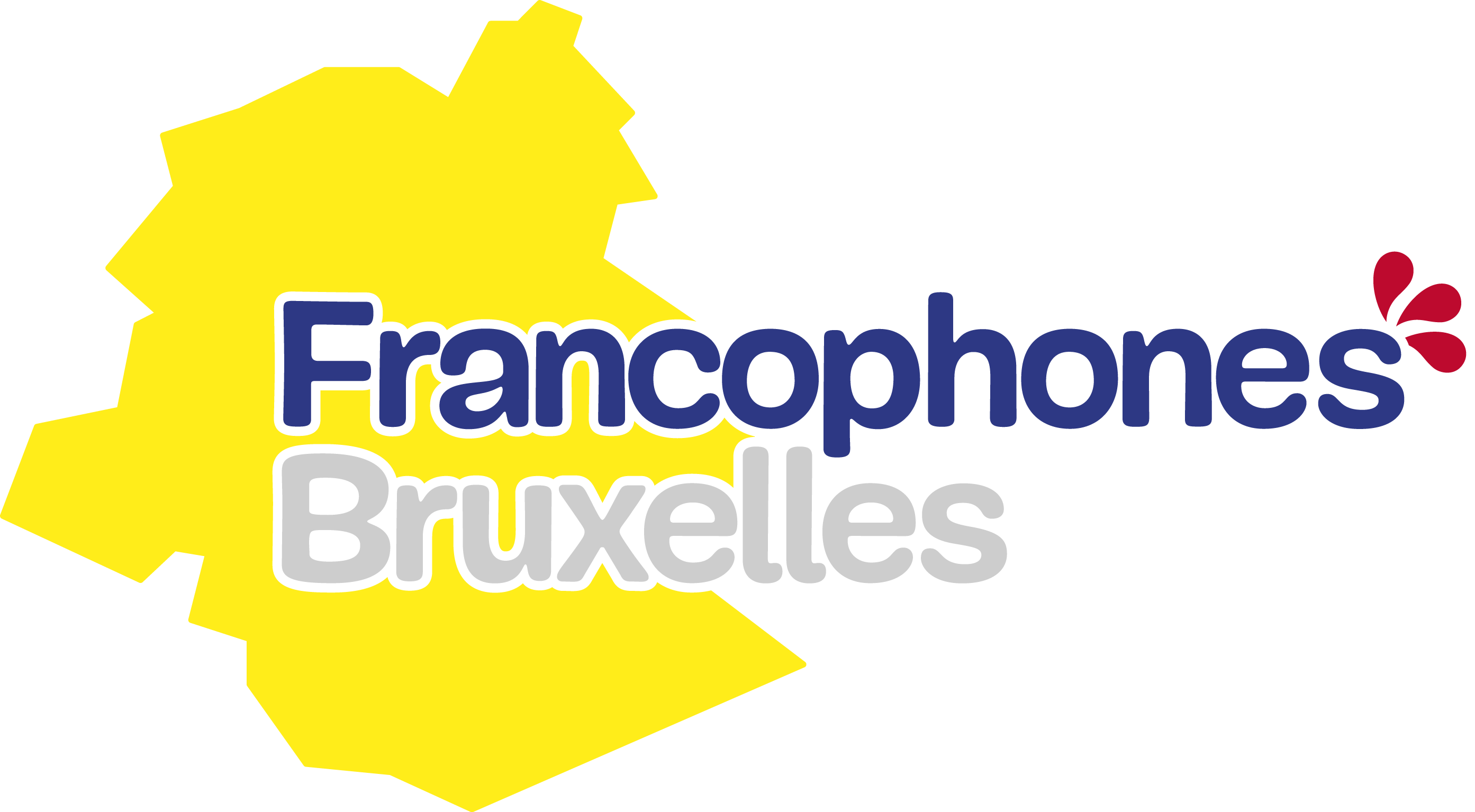
Прапор COCOF

Комісія франкомовної спільноти Бельгії (фр. Commission communautaire française або COCOF) — є місцевим представником франкомовної спільноти в Брюссельському столичному регіоні. На відміну від Комісії фламандської спільноти Бельгії, Комісія франкомовної спільноти має законодавчу владу в деяких питаннях регіону (наприклад, туризм чи охорона здоров'я).